# Oh My Darling, Clementine
Oh My Darling, Clementine è una ballata folkloristica statunitense scritta in metro trocheo, che si pensa scritta da Percy Montrose nel 1884, anche se alcuni ne assegnano il merito a Barker Bradford. Si crede che la canzone si basi su un'altra ballata intitolata Down by the River Liv'd a Maiden di Henry S. Thompson (1863).

## Storia
Mentre all'inizio sembra che la canzone sia una ballata triste cantata da un amante in lutto per la perdita della sua amata, la figlia di un minatore della corsa all'oro californiana del 1849, col proseguire della canzone diventa ovvio che si tratta in realtà di una parodia tongue-in-cheek di una ballata triste. Ad esempio, nel secondo verso scopriamo che i piedi di Clementine sono estremamente grandi, particolare che difficilmente sarebbe stato citato in una ballata romantica seria. La sua "tragica scomparsa" è causata da una scheggia nell'alluce che la fa cadere e annegare, un incidente ridicolo raccontato in maniera impassibile. Infine, in fondo alla canzone, l'amante dimentica il suo perduto amore dopo un bacio ricevuto dalla "sorella piccola" di Clementine.
Gerald Brenan attribuisce la melodia a una vecchia ballata popolare spagnola nel suo libro South from Granada. Fu resa famosa dai minatori messicani durante la corsa all'oro. La melodia è conosciuta soprattutto per Romance del Conde Olinos o Niño, una triste storia d'amore molto famosa nelle culture di lingua spagnola.
La prima versione a raggiungere le classifiche fu quella cantata da Bing Crosby registrata il 14 giugno 1941 raggiungendo la numero "20" nella classifica dell'epoca.

## Cover
- Bobby Darin ha registrato una versione parodistica di questa canzone, nella quale prende in giro il peso di Clementine.
- Jan & Dean hanno inciso una canzone con Clementine. È stata pubblicata con l'etichetta Dore (SP DORE 539 (US)) nel novembre 1959, You're On My Mind era la canzone sul lato B.
- Tom Lehrer ha registrato una serie di variazioni della canzone nel suo album dal vivo An Evening Wasted with Tom Lehrer, dimostrando la sua teoria secondo la quale "le canzoni popolari sono così attraenti perché sono state scritte dalle persone". Canta il primo verso nello stile di Cole Porter, il secondo come "Mozart o uno della ciurma", il terzo in un jazz disgiunto nello stile di Thelonious Monk e l'ultimo nello stile di Gilbert e Sullivan.[senza fonte]
- La canzone viene citata nel testo di due diverse canzoni di Elliott Smith: la Clementine del 1995 nell'album omonimo e la Sweet Adeline di tre anni dopo nell'album XO.
- Nel 2004 la canzone fu incisa dai Westlife nel loro album Allow Us to Be Frank.
- Megan Washington ha registrato una versione di Clementine nel 2010.
- Nel 2012 Neil Young e Crazy Horse ne hanno inciso una versione rock di quasi sei minuti nell'album Americana.

## Riferimenti nella cultura popolare

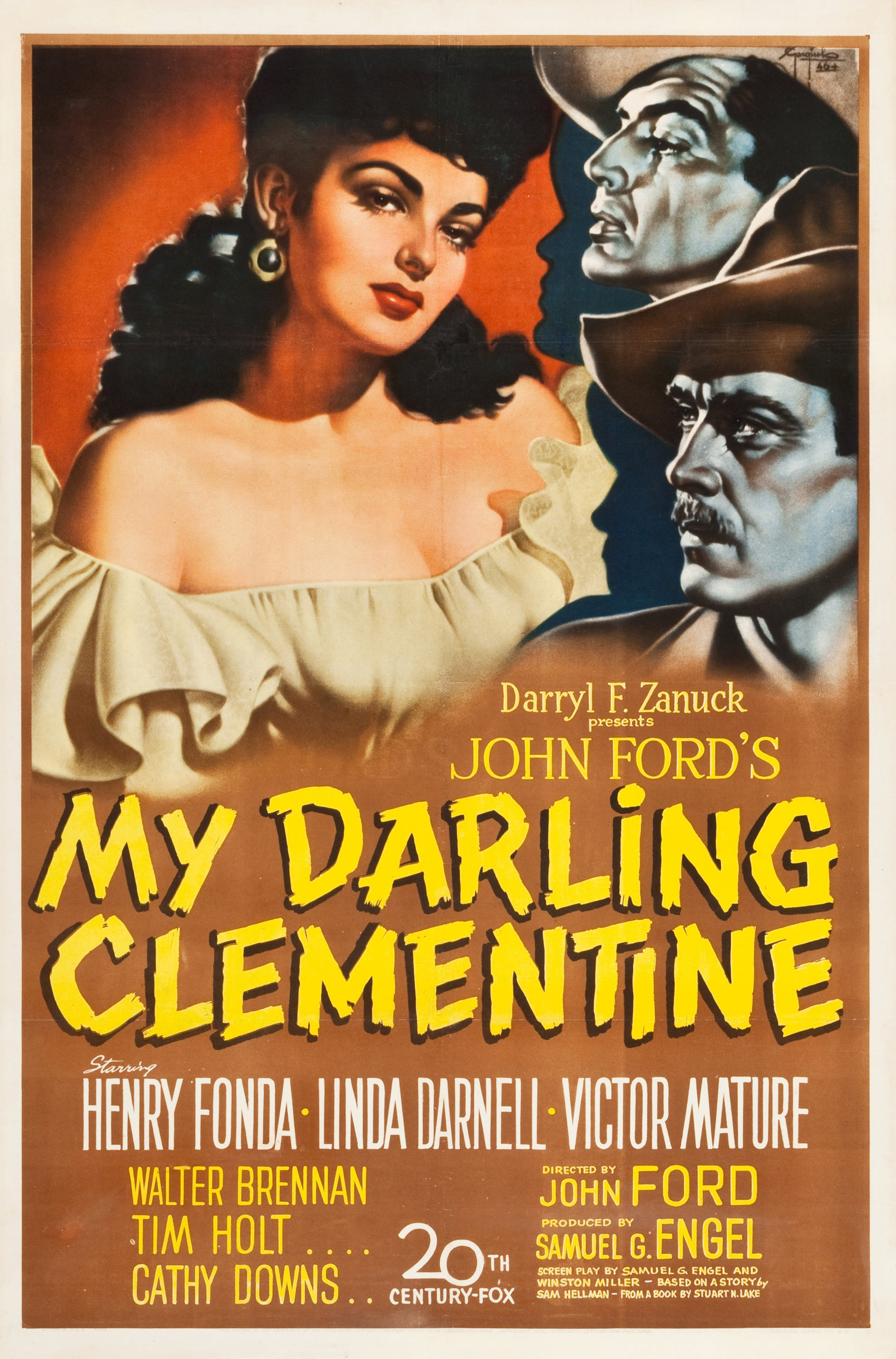
Locandina del film Sfida infernale (1946)

### Cinema
- Nel cortometraggio animato della M.G.M. Magical Maestro (1952), Butch, un cane, viene trasformato da un mago in un cantante country che canta la strofa principale di Oh Clementine.
- La melodia viene usata nel film del 1956 C.I.D., la melodia viene utilizzata con il titolo Yeh Hai Bombay (Mumbai) Meri Jaan (यह है मुंबई मेरी जान).
- La melodia è fischiettata dal personaggio di J. Frank Parnell (interpretato da Fox Harris) nel film del 1984 Repo Man diretto da Alex Cox.
- La frase "Oh my darling, Clementine" è spesso canticchiata da Max Lobo in Banana Fish.
- Una versione strumentale è stata utilizzata nel film Ritorno al futuro - Parte III.
- La canzone viene suonata durante i titoli di testa del film di John Ford intitolato Sfida infernale (My Darling Clementine), con Henry Fonda. Il brano fa da sottofondo per tutto il film.
- È stata usata come sottofondo nel film di John Ford Furore, anche questo con Henry Fonda.
- Un film nordcoreano del 1972, The Flower Girl, ne usa la melodia come tema principale. Si dice che questo musical sia stato scritto da Kim Il-sung.
- Henry Casey (Scott Bairstow) canta brevemente questa canzone mentre attraversa il fiume nel film del 1994 La leggenda di Zanna Bianca (White Fang 2: Myth of the White Wolf).
- Estratti della canzone sono stati utilizzati nel film di Michel Gondry Se mi lasci ti cancello (Eternal Sunshine of the Spotless Mind, 2004): il personaggio di Kate Winslet, Clementine Kruczynski, si lamenta del fatto che tutti la prendano in giro a causa di questa canzone. Ci sono due riferimenti alla canzone: uno all'inizio, quando appunto Clementine trova sul treno per Montauk Joel Barish (Jim Carrey) e menziona la canzone giocando sul suo nome, e uno alla fine, quando Barish si ricorda di Clementine.

### Televisione
- Oh My Darling, Clementine è un tormentone cantato, stonandola, dal personaggio Hanna-Barbera di Braccobaldo, nella serie animata del 1958 Braccobaldo Show
- Spesso il nonno di Arnold nella serie Hey, Arnold! la canta quando è in bagno.
- Nell'episodio del 1977 della quinta stagione della serie televisiva M*A*S*H, Movie tonight. il personaggio del colonnello Potter canta il ritornello mentre c'è un intervento chirurgico su dei soldati feriti.
- Nell'episodio della serie Colombo, Un delitto perfetto (Make me a perfect murder, 1978), Peter Falk canta la canzone mentre guida prima di avere un incidente stradale mentre aggiusta lo specchietto della sua Peugeot 403 che si è staccato.
- Nel 1985 Akimi Yoshida ha pubblicato una serie manga nipponica intitolata Banana Fish, cantata da militari e poi menzionata da un tale Shorter.
- Nel 1992 Peter Brooke, segretario di Stato dell'Irlanda del Nord ha cantato Darling Clementine nel talk-show televisivo The Late Show alla RTÉ, poche ore dopo l'assassinio di otto persone in un attentato, cosa che l'ha in seguito costretto alle dimissioni.[3]
- Nell'episodio del 1999 della sesta stagione della serie televisiva Star Trek: Voyager, Equinox (seconda parte) (Equinox, Part II), il Dottore stimola il processore uditivo di Sette di Nove facendole cantare questa canzone.
- Ancora in un altro episodio della serie televisiva Colombo del 2000, Le note dell'Assassino (Murder with too many notes), Peter Falk canta la prima strofa della canzone insieme a Billy Connolly, che interpreta Findlay Crawford.
- I primi due versi sono stati cantati da Yui nell'anime del 2007 K-On!.
- La canzone viene cantata da Brianna a suo figlio nella serie britannica Outlander. Nel 2020 la canzone viene cantata nella quinta stagione della serie, rispettivamente nel settimo episodio, in cui viene cantatata dal personaggio di Brianna Randel Fraser (Sophie Skelton), e nell'ottavo episodio, in cui vengono cantate quattro strofe composte da Bear McCreary dal personaggiod i Roger Wakefield (Richard Rankin).
- La melodia nella canzone viene utilizzata nell'episodio del 2015 della serie televisiva Barney (Barney & Friends), There are Seven Days (in a Week).

### Altro
- La melodia è stata utilizzata quale coro da stadio da svariate tifoserie sportive, quale ad esempio quella della Barmy Army.
- Il reattore a neutroni veloci alimentato a plutonio Clementine, costruito a Los Alamos nel 1946, prese il nome della canzone per via dell'uso di 49 come codice per l'isotopo Plutonio 239.
- La missione Clementine del 1994 ha preso il nome dalla canzone.
- La melodia viene usata nello Xīnnián Hai (新年好), il capodanno cinese.
- La melodia viene usata con il titolo di Dip the Apple in the Honey, nello Rosh hashanah (ראש השנה), il capodanno ebraico.
- Nel libro Hunger Games - La ballata dell'usignolo e del serpente la canzone viene cantata e citata più volte dal personaggio di Maude Ivory.